# Enteignung
Als Enteignung (im 19. Jahrhundert entlehnt aus französisch expropriation, zu lateinisch proprius „eigen, eigentümlich“) bezeichnet man juristisch den Entzug des Eigentums an einer unbeweglichen oder beweglichen Sache durch den Staat, im Rahmen der Gesetze und gegen eine Entschädigung. In der Umgangssprache wird auch die Konfiskation, der entschädigungslose Entzug, oft als Enteignung bezeichnet. Die Enteignung von Produktionsmitteln bzw. Unternehmen wird meist als Verstaatlichung bezeichnet, die Enteignung von Grund und Boden in großem Stil als Bodenreform oder Landreform (Land als Synonym für Grundbesitz). Als Begründung der Enteignungen aus verkehrstechnischen, militärischen und anderen in den Staatsaufgaben liegenden Gründen wird ein übergeordneter, dem Allgemeinwohl dienender Zweck angeführt. Das ist auch bei individuellen Enteignungen meistens die Begründung.
Flächendeckende Konfiskationen („Enteignungen“) gibt es beispielsweise nach Eroberungskriegen, wenn die Sieger den Verlierern alles wegnehmen, oder nach starken innenpolitischen Veränderungen wie Revolutionen.
Da Eigentum in marktwirtschaftlich verfassten Demokratien zu den Grundrechten gehört, sind Enteignungen dort nur in bestimmten rechtlich geregelten Ausnahmefällen möglich. In Zentralverwaltungswirtschaften ist dagegen meist der Staat der Haupteigentümer und Verwalter der Produktionsmittel, so dass deren Enteignung allgemeines Gesetz geworden ist.

## Historische Wurzeln
Bereits das römische Recht kannte das Rechtsinstitut der Enteignung, das aber im Mittelalter weitestgehend in Vergessenheit geriet.
In seinem Traktat De Jure Belli ac Pacis („Über das Recht des Krieges und des Friedens“) postulierte 1625 der niederländische Jurist Hugo Grotius, dass alles private Eigentum der Untertanen dem dominium eminens (Obereigentum) des Staates unterliege. Der Staat dürfe sich deshalb zum öffentlichen Nutzen (utilitas publica) Privateigentum aneignen, müsse den bisherigen Eigentümer aber für seinen Verlust entschädigen. Diese Lehre setzte sich sowohl im kontinentaleuropäischen als auch im angelsächsischen Rechtskreis durch. Vom Begriff des dominium eminens abgeleitet, wird das Enteignungsrecht in den Vereinigten Staaten bis heute als eminent domain bezeichnet.
In Schweden wurde 1743 die Möglichkeit der Enteignung für den Straßen- und Wegebau geschaffen. Großen Einfluss auf die internationale Entwicklung des Rechts der Enteignung erlangte das französische Enteignungsgesetz von 1810.

## Marxismus
Im Marxismus wird es als ökonomisches Gesetz des Kapitalismus bezeichnet, dass die Lohnabhängigen (Arbeiter) entfremdete Arbeit im Dienst des Kapitals leisten, und damit der von ihnen erarbeitete Mehrwert - der über die Reproduktion des Werts ihrer Arbeitskraft (der mit der Lohnzahlung vollständig entgolten ist), hinaus geht - vollständig dem Unternehmen zufällt. Diese Situation könne nur durch revolutionäre Aneignung der Produktionsmittel durch das Proletariat überwunden werden (hier ist mit Aneignung die entschädigungslose Konfiskation gemeint).
Karl Marx verwendet in seinem Hauptwerk Das Kapital das lateinische Fremdwort für Enteignung: Expropriation. Er versteht darunter zum einen die Ausbeutung der menschlichen Arbeitskraft in Klassengesellschaften, zum anderen die Expropriation der Expropriateure, also die Enteignung der Besitzer von Produktionsmitteln durch ökonomische oder politische Gewalt im Interesse einer sozialen Klasse.
Die Expropriation der Bauern von ihrem Grund und Boden stehe historisch am Anfang des Kapitalismus. Denn nur große Massen „doppeltfreier“ Lohnarbeiter, die sowohl von feudalen Fesseln als auch von Eigentum an Produktionsmitteln „befreit“ wurden, seien im entstehenden Kapitalismus wegen ihrer Mittellosigkeit gezwungen gewesen, den Besitzern der Produktionsmittel ihre Arbeitskraft zu jedem noch so geringen Lohn zu verkaufen. Marx nannte diese Epoche, die im 16. Jahrhundert einsetzte und in der der Kapitalismus noch stark vom Raub abhing, die „ursprüngliche Akkumulation“.
Deshalb hielt Marx die entschädigungslose Enteignung der Kapitaleigner für unvermeidbar, notwendig und in der historischen Entwicklung selbst angelegt. Daher forderte er programmatisch eine „Expropriation der Expropriateure“. Durch die Solidarität und das Klassenbewusstsein der lohnabhängigen Proletarier sollte eine soziale Revolution vorbereitet werden, in deren Verlauf die Masse der arbeitenden Bevölkerung sich nicht nur die politische, sondern auch und vor allem die ökonomische Macht aneignen sollte. Enteignet werden sollten die Enteigner, die zuvor selbst die Produzenten von allen lebensnotwendigen Gütern und dem nicht entfremdeten Genuss ihrer Produkte enteignet hätten.
Damit übersetzte er den dialektischen Dreischritt der Philosophie Hegels in einen gesellschaftlichen Fortschritt: Die erste Enteignung der Handwerker und Bauern durch das Kapital habe das kleine Privateigentum (meist parzellierten Landbesitz) aufgehoben (Negation) und damit die notwendigen kapitalistischen Vorbedingungen für die künftige Enteignung der Kapitalisten durch das Proletariat geschaffen. Diese Negation der Negation mache den Sozialismus möglich bzw. werde durch ihn verwirklicht.

## Realsozialistische Staaten
Im Realsozialismus wurde Enteignung der Produktionsmittel demgemäß begründet als notwendige Gegenmaßnahme zur Ausbeutung der Bevölkerungsmehrheit, die nicht über Kapital oder Boden verfügt und somit nur ihre Arbeitskraft zum Lebensunterhalt auf dem Markt anbieten konnte. Deshalb etablierten sich realsozialistische Regimes meist mit Bodenreformen und Enteignungen von Firmen.

## Deutschland

### Vor 1933
Erste umfassende Regelungen des Rechts der Enteignung im deutschsprachigen Raum finden sich im Preußischen Allgemeinen Landrecht von 1794 und im österreichischen Allgemeinen Bürgerlichen Gesetzbuch (ABGB) von 1811. Als erste deutsche Staaten erließen Baden 1835 und Bayern 1837 eigenständige Enteignungsgesetze.
Das wichtigste Anwendungsfeld für individuelle Enteignungen wurden damals Eisenbahn- und Schifffahrtskanalbau, bei denen aus technischen Gründen dem Grundbesitz verkaufsunwilliger Eigentümer nicht ausgewichen werden konnte und kann. Später kam der Fernstraßenbau dazu.
In der Weimarer Republik wurde das Thema Fürstenenteignung Jahre lang heftig diskutiert. Rechtliche Basis für die Auseinandersetzung mit den Familien der ehemaligen Herrscher wurden Landes-, nicht Reichsgesetze.

### Zeit des Nationalsozialismus
In der Zeit des Nationalsozialismus traf die entschädigungslose Enteignung vor allem Juden, jedoch auch „staatsfeindliche“ Organisationen und Personen, darunter kommunistische und sozialdemokratische Organisationen. Rechtsgrundlage war die Verordnung des Reichspräsidenten zum Schutz von Volk und Staat vom 28. Februar 1933. Die Enteignung der Juden in Deutschland und Österreich wurde rassistisch begründet. Die Elfte Verordnung zum Reichsbürgergesetz vom 25. November 1941 war wesentlicher Teil der Judenverfolgung im Dritten Reich und Voraussetzung für den Holocaust an den enteigneten, ghettoisierten und deportierten Juden. Sie betraf nicht nur Arzt- oder Rechtsanwaltspraxen, Handwerksbetriebe, Fabriken und andere Unternehmen, sondern auch Wohnungen, deren Einrichtungen und das Vermögen.
Als Konfiskation waren auch jene Fälle zu werten, in denen der Eigentumsübergang formal auf Grund von Kaufverträgen und ähnlichen Abmachungen erfolgte. Denn diese Vereinbarungen wurden von den Juden nicht freiwillig abgeschlossen. Die „vereinbarten“ Kaufpreise wurden lächerlich niedrig angesetzt, die gezahlten Beträge auf den Juden nicht zugänglichen Sperrkonten deponiert, bevor sie vom Reich konfisziert wurden. Dennoch stützten sich die neuen Eigentümer oft jahrzehntelang darauf, „ordnungsgemäß gekauft zu haben“. Erst auf internationalen Druck wurden in den 1990er Jahren auch solche Fälle der Restitution unterworfen.

### Nachkriegszeit
Nach dem Zweiten Weltkrieg ließen die Siegermächte im Zuge der im Potsdamer Abkommen beschlossenen Maßnahmen zahlreiche Industrieanlagen abbauen. Diese Maßnahmen wurden teils als Reparationen deklariert; teils als Maßnahmen zur Demilitarisierung Deutschlands. In der SBZ wurden bis 1949 Industrieanlagen und landwirtschaftliche Grundstücke – zum Teil gewaltsam – konfisziert; Institutionen der 1949 gegründeten DDR setzten diese Enteignungen noch viele Jahre fort (siehe zum Beispiel Volkseigener Betrieb und Vorläufige Verwaltung und Offene Vermögensfragen).
In Westdeutschland wurde die Montanindustrie teils unter staatliche Aufsicht gestellt, teils durch ein Mitbestimmungsmodell neu geordnet (siehe Montanmitbestimmung, Montanmitbestimmungsgesetz, Montanmitbestimmungsergänzungsgesetz).

### Bundesrepublik
Nach dem Inkrafttreten des Grundgesetzes richtet sich die Zulässigkeit von Enteignungen nach Art. 14 Absatz 3 GG. Auch das Grundgesetz definiert die Voraussetzungen der Enteignung nicht, weshalb der Begriff inhaltlich durch die Rechtsprechung geprägt wird. In Anknüpfung an das Reichsgericht ging diese zunächst davon aus, dass sich eine Enteignung dadurch auszeichnet, dass sie in besonders schwerer Weise in das Eigentumsrecht des Einzelnen eingreift. Von dieser Rechtsprechung wandte sich das Bundesverfassungsgericht im Nassauskiesungsbeschluss von 1981 deutlich ab, indem es die Enteignung als zielgerichteten Entzug einer Eigentumsposition zur Erfüllung einer öffentlichen Aufgabe neu definierte. Hierdurch wollte das Gericht die Rechtsunsicherheit beseitigen, zu der das frühere Abstellen auf das Kriterium der Eingriffsschwere führte, und eine eindeutige Beurteilung von Eigentumseingriffen als Enteignung ermöglichen.
Die Enteignung darf gemäß Artikel 14 Absatz 3 Satz 2 GG nur durch Gesetz oder auf Grund eines Gesetzes erfolgen. Ersteres wird als Legal-, Letzteres als Administrativenteignung bezeichnet. Das Gesetz, das die Grundlage der Enteignung darstellt, muss eine Entschädigungsregelung vorsehen (sog. Junktimklausel). Legalenteignungen sind keine unzulässigen Einzelfallgesetze im Sinne des Art. 19 Absatz 1 GG, sondern in Art. 14 Absatz 3 GG speziell geregelt.
Gesetzlich vorgesehen ist die Enteignung insbesondere im Baurecht, im Infrastrukturrecht und im Bergrecht. Entsprechende Regelungen enthalten beispielsweise das Baugesetzbuch (BauGB), das Bundesfernstraßengesetz (FStrG), das Landbeschaffungsgesetz (LBG), das Luftverkehrsgesetz (LuftVG), das Allgemeine Eisenbahngesetz (AEG), das Energiewirtschaftsgesetz (EnWG), das Bundeswasserstraßengesetz (WaStrG), das Bundesberggesetz, die Landesenteignungsgesetze, die Landesstraßengesetze sowie die Landeswassergesetze. Ein enteignungsrelevanter Bereich von besonderer gesellschaftlicher Relevanz ist ferner das Klimaschutzrecht: Hier finden sich Enteignungsbestimmungen zugunsten des Netzausbaus (Netzausbaubeschleunigungsgesetz), des CO2-Speicherausbaus (Kohlendioxidspeicherungsgesetz), des Hochwasserschutzes (Wasserhaushaltsgesetz) sowie (nach allgemeinem Planungsrecht) für den Ausbau des Fahrradwegenetzes.
Grundstücksenteignungen setzen voraus, dass diese Grundstücke vom öffentlichen Bedarfsträger nicht durch freiwillige einvernehmliche Vereinbarungen erworben werden konnten. Eine Enteignung beweglicher Sachen durch Verwaltungsakt kennt das deutsche Recht nicht. Als Konfiskation ist die entschädigungslose Einziehung von Tatwaffen und -gegenständen, mit denen Straftaten begangen wurden, zu betrachten. Hier bildet das Strafgesetzbuch die gesetzliche Grundlage. Requirierung nennt man es, wenn Streitkräfte während eines Krieges Güter für den Krieg (zum Beispiel Kraftfahrzeuge) beschlagnahmen.

### Vergesellschaftung
Gemäß Art. 15 GG können Grund und Boden, Naturschätze und Produktionsmittel zum Zwecke der Vergesellschaftung durch ein Gesetz, das Art und Ausmaß der Entschädigung regelt, in Gemeineigentum oder in andere Formen der Gemeinwirtschaft überführt werden. Diese Vorschrift wurde bisher noch nie angewendet.

### DDR

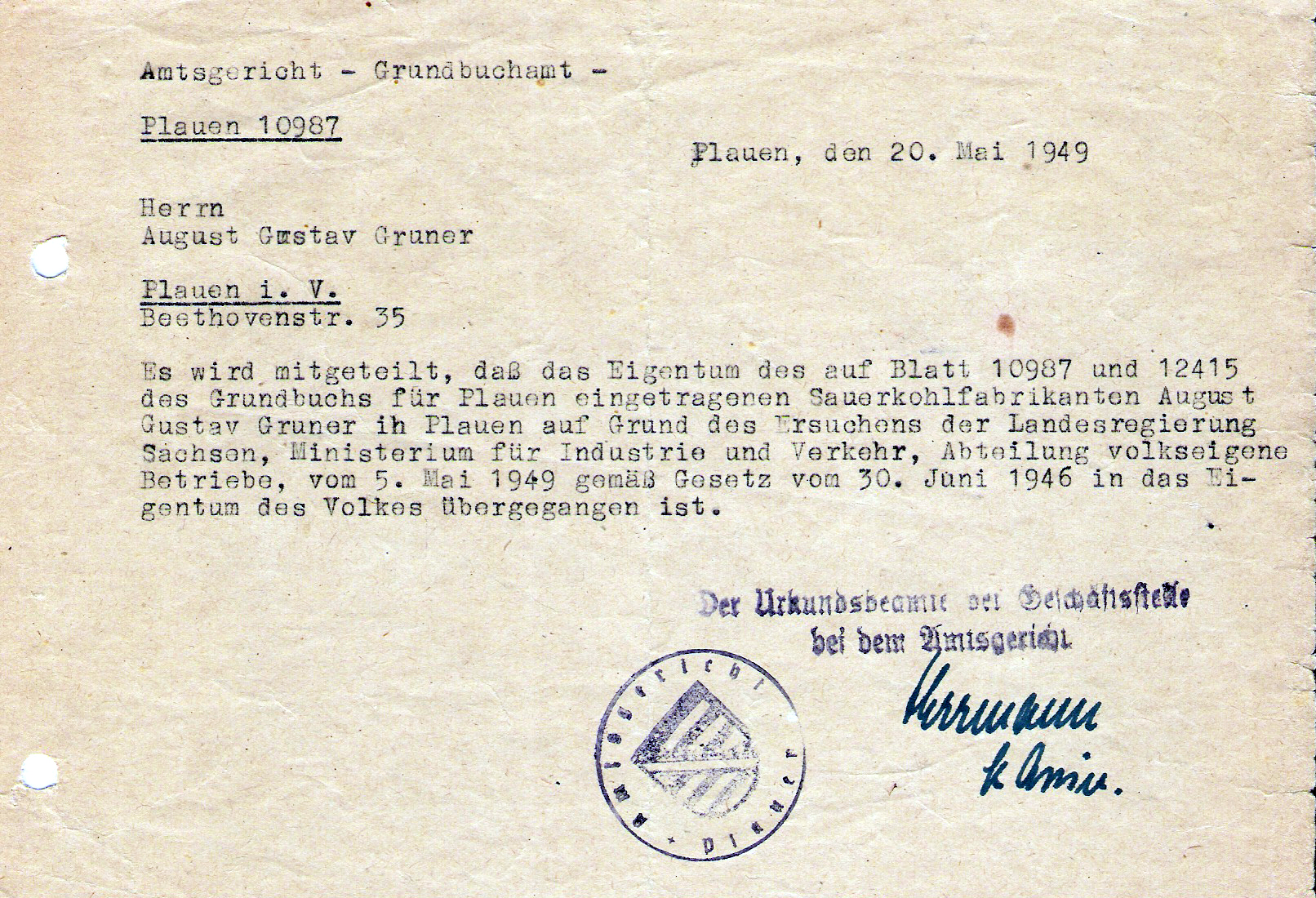
Schreiben des Grundbuchamtes zur Enteignung zweier Grundstücke in der Stadt Plauen an den ehemaligen Besitzer (20. Mai 1949)

Nach der Bodenreform von 1945 und der Industriereform von 1946 bis 1949 gab es noch mehrere Enteignungswellen von Betriebs- und Grundvermögen aus unterschiedlichem Anlass. In den frühen 1960er Jahren wurden z. B. Trümmergrundstücke aus städtebaulichen Gründen enteignet. Durch die Presse sind die Vorgänge um die sogenannten Mauergrundstücke bekannt geworden.
Die letzte große Verstaatlichung wurde 1972 binnen eines halben Jahres vollzogen: Am 8. Februar 1972 beschloss das Politbüro der SED die Verstaatlichung aller in der DDR noch existierenden Privatunternehmen. Am 13. Juli 1972 meldete Erich Honecker an Leonid Breschnew den Abschluss der Kampagne: 11.800 mittelständische Privatbetriebe, die jeweils mehr als 10 Mitarbeiter hatten, waren enteignet worden. Zusammen erwirtschafteten sie 15 Prozent der DDR-Industrieproduktion. Seitdem beschränkte sich das Privateigentum nur noch auf Kleinbetriebe bis zu 10 Mitarbeitern und nichtkommerzielle Bereiche.
Ab 1990 wurden die Eigentumsrechte am vergesellschafteten Eigentum der DDR durch die Treuhandanstalt auf die ursprünglichen privaten Eigentümer oder deren Familiennachkommen bzw. Erbgemeinschaften zurückübertragen oder an diese vorzugsweise verkauft. Andernfalls erfolgte eine reguläre Privatisierung. In Einzelfällen wurde der Vorgang durch das Investitionsvorranggesetz und das Sachenrechtsbereinigungsgesetz erschwert oder unmöglich gemacht. Grundsätzlich galt jedoch das Motto „Reprivatisieren vor Privatisieren“.
Für enteignete Vermögenswerte wurden normalerweise verhältnismäßig geringe Entschädigungszahlungen geleistet. Für die Enteigneten, die das Staatsgebiet der DDR verlassen hatten, wurden diese Zahlungen auf sogenannten „Ausländerdevisenkonten“ unverzinst angelegt. Über diese Konten konnte erst nach Abschluss der „Ostverträge“ während der Regierungszeit von Willy Brandt in geregelter und beschränkter Weise verfügt werden. Nutznießer waren Rentner und DDR-Besucher, die pro Besuchstag und Person etwa 10 M abheben durften. Nach dem Einigungsvertrag von 1990 konnte über diese Konten frei verfügt werden, nachdem die Guthaben durch die Inflation auf ca. 25 % des ursprünglichen Wertes gemindert waren (wenn die Entschädigungszahlung in den frühen 1960er Jahren erfolgte).

### Wiedervereinigtes Deutschland
Mit der Wiedervereinigung Deutschlands wurde ein Teil der sowjetischen Maßnahmen vor 1949 anerkannt; der damals enteignete Grundbesitz fiel damit an die Bundesrepublik Deutschland. Art und Umfang der zu leistenden Entschädigung dafür sind bis heute umstritten. Schlagzeilen machte der Fall der Ersten Thüringer Keksfabrik. 2005 entschied der Europäische Gerichtshof für Menschenrechte in letzter Instanz, das Bodenreformabwicklungsgesetz von 1992 sei rechtens und verstoße nicht gegen die Europäische Menschenrechtskonvention.
Im März 2009 wurde im Zuge der Maßnahmen gegen die Finanzkrise das Rettungsübernahmegesetz beschlossen, nach dem befristet bis 30. Juni 2009 die Enteignung von Banken möglich war, wenn ein drohender Bankrott eine Gefahr für die Stabilität des Finanzmarktes insgesamt darstellte. Das Gesetz wurde am 7. April 2009 von Bundespräsident Horst Köhler unterzeichnet, am folgenden Tag im Bundesgesetzblatt veröffentlicht und ist somit in Kraft getreten. Da die mit dem Gesetz angestrebte Verstaatlichung der Hypo Real Estate ohne Enteignung gelungen ist, lief die befristete Enteignungsmöglichkeit aus, ohne genutzt zu werden.
Seit 2009 gab es in der Bundesrepublik 1647 Verfahren zur Enteignung von Eigentümern von Grundstücken, die für ein Straßenbauprojekt im Bundesfernstraßenbau gebraucht wurden oder werden. 448 dieser Verfahren wurden bis August 2020 abgeschlossen. Paragraph 19 des Bundesfernstraßengesetzes erlaubt Enteignungen, „soweit sie zur Ausführung eines festgestellten oder genehmigten Bauvorhabens notwendig“ und gemäß Artikel 14 des Grundgesetzes zum Wohle der Allgemeinheit sind.

#### Debatte um Enteignung von Wohnungsgesellschaften
Wegen steigender Mietpreise in Berlin gründete sich 2018 die Bürgerinitiative „Deutsche Wohnen & Co. enteignen“. Sie hat die Enteignung von Wohnungsgesellschaften gefordert, darunter die der börsennotierten Deutsche Wohnen SE. Dies löste 2019 eine bundespolitische Debatte in Deutschland aus. Christine Lambrecht, Politikerin (SPD) und Bundesministerin der Justiz und für Verbraucherschutz im Kabinett Merkel IV, äußerte im Juli 2019, dass Enteignungen privater Wohnungsunternehmen als letztes Mittel möglich sein sollten.

## Österreich
Die Enteignung ist in Österreich ähnlich geregelt wie in Deutschland. 1919 wurde mit dem Habsburgergesetz die Konfiskation des Habsburg-Lothringenschen Familienfonds verfügt, d. h. die Einziehung von Stiftungsvermögen der ehemaligen Herrscherfamilie (das zur Alimentierung bedürftiger Familienmitglieder gedient hatte) zu Gunsten der Versorgung von Opfern, Witwen und Waisen des Ersten Weltkrieges. Das Privateigentum einzelner Mitglieder der Dynastie und anderer Grundbesitz des (titelmäßig abgeschafften) Hochadels blieb unangetastet. Das Habsburgergesetz wurde im Ständestaat vor 1938 gelockert und von der Regierung Schuschnigg eine Teilrückgabe begonnen, die Konfiskation aber vom NS-Regime sofort erneuert (weshalb sich um den Familienfonds kämpfende Habsburger auch als NS-Opfer sehen).
Nach dem „Anschluss“ an das „Dritte Reich“ wurden 1938–1941 im niederösterreichischen Waldviertel 40 Dörfer mit dem gesamten Grundbesitz, weit über 200 km², vom Reich für einen neuen Truppenübungsplatz eingezogen; die Bewohner wurden ausgesiedelt. Die Rote Armee hat 1945 das deutsche Eigentum übernommen und den Platz weiter verwendet; ihr folgte nach 1955 das österreichische Bundesheer, so dass eine Rückgabediskussion ergebnislos blieb. Heute ist der Truppenübungsplatz Allentsteig der größte Militärübungsplatz Mitteleuropas; auf ihm üben auch ausländische Verbände. Die einstigen Eigentümer wurden niemals angemessen entschädigt.
Die Rückgabe (Restitution) des 1938–1945 de facto oder de jure konfiszierten jüdischen Eigentums verlief in Österreich nach 1945 zögerlich und halbherzig und ist, was entzogene Kunstwerke betrifft, bis heute nicht abgeschlossen.

## Schweiz
In der Schweiz ist eine Enteignung stets ein Eingriff in das Grundrecht der Eigentumsgarantie (Art. 26 Bundesverfassung). Sie muss einen vollen Entschädigungsanspruch zur Folge haben. Enteignungsgründe sind gem. Gesetzgebung vor allen Dingen Projekte der öffentlichen Infrastruktur. Dabei handelt es sich um eine sog. „formelle Enteignung“, bei welcher der Staat neuer Eigentümer des Grundstücks wird.
Daneben gibt es die „materielle Enteignung“, bei welcher das Eigentum bestehen bleibt, aber der Eigentümer wesentliche Rechte verliert. Beispiele dafür finden sich vor allem im Raumplanungsrecht: Wird ein Grundstück aus raumplanerischen Gründen mit einem dauerhaften Bauverbot belegt, so stellt dies eine „materielle Enteignung“ dar. Gemäß Rechtsprechung des Bundesgerichts besteht in solchen Fällen eine Entschädigungspflicht, wenn das Grundstück bereits weitgehend mit Infrastruktur erschlossen ist.
Bei Pfändungen kann ein Richter seit 1997 Dritte bereits im Summarverfahren enteignen (Art. 265a Abs. 3 SchKG).
Das Bundesgesetz über die Enteignung (EntG) vom 20. Juni 1930 wurde zuletzt am 19. Juni 2020 geändert. Die revidierte Version trat am 1. Januar 2021 in Kraft. Über die Höhe der Entschädigung entscheiden danach die Eidgenössischen Schätzungskommissionen.

## Vereinigte Staaten
Nach der Takings Clause im 5. Zusatzartikel zur Verfassung der Vereinigten Staaten dürfen die Bundesregierung und die Gliedstaaten Privateigentum für öffentliche Zwecke nur gegen eine „angemessene Entschädigung“ (just compensation) einziehen.

## Zypern
Die Republik Zypern wurde am 1. Mai 2004 Mitglied der EU und führte zum 1. Januar 2008 den Euro als Zahlungsmittel ein. Es wurde so Teil der Eurozone. Dies in Verbindung mit der Tatsache, dass Zypern ein Niedrigsteuerland ist und wohl auch Schwarzgeldtransaktionen nicht so intensiv verfolgt wie andere EU-Länder, begünstigte das starke Wachstum vieler zypriotischer Banken. Im Zuge der seit 2009 öffentlich bewussten Staatsschuldenkrise im Euroraum stuften die drei großen Rating-Agenturen Zyperns Bonitätsbewertung mehrfach herab.
Im Juni 2012 stellte die Republik Zypern ein Hilfsgesuch an die EU; ihr drohe die Zahlungsunfähigkeit (= Staatsbankrott). Am 16. März 2013 einigten sich die Finanzminister der Eurozone und der IWF mit Zypern über die Grundlinien eines Rettungspakets. In diesem Zuge soll die Republik Zypern Kredite in Höhe von etwa 10 Milliarden Euro (also 11.300 Euro pro Einwohner) erhalten. Das Hilfspaket kann erst endgültig besiegelt werden, wenn der Deutsche Bundestag ihm zugestimmt hat.
Zypern will auf Druck der EU die Sparer an den Kosten der Rettung der zypriotischen Banken beteiligen: Anleger, die mehr als 100.000 Euro auf zyprischen Konten haben, sollen 9,9 Prozent ihrer Einlagen verlieren; unterhalb dieser Schwelle sollen es 6,75 Prozent sein. Über diese Regelung stimmt am Montag, 18. März 2013 das Parlament Zyperns ab.
Die deutsche Bundesregierung hatte vor allem auf einem Beitrag der reichen Ausländer bestanden, die auf Zypern Konten unterhalten. Die zyprische Regierung hingegen wollte diese Gruppe nicht übermäßig belasten, weil sie fürchtete, Zyperns Ruf als Steueroase zu gefährden. Die Regierung zog es vor, die Steuer auf die gesamte Bevölkerung auszudehnen. Nach wütenden Protesten erwägt sie offenbar, Vermögen über 500.000 Euro mit 15 statt nur 9,9 Prozent zu besteuern. Die Belastung der Guthaben unter 100.000 Euro könnte so auf drei Prozent sinken. Das Parlament hat unter knapper Mehrheit den Hilfen (erste Tranche von 3 Mill. Euro) zugestimmt, jedoch unter den vom ESM eingebrachten Bestimmungen, den Bankensektor in Zypern zu reformieren, wie Nachrichten des Deutschlandfunks vom 6. Mai 2013 bestätigen. Dabei werden Maßnahmen der Auslagerung wirksam, wie sie bei toxischen Papieren (d. h. wertlosen, weil nicht rückzahlbaren Krediten) durchgeführt werden. Durch eine über Anleihen und ESM-Hilfen gemeinschaftlich refinanzierte Rekapitalisierung des Landes, werden die in einer interim eingesetzten Bank für toxische Papiere kontinuierlich abgebaut. Dieser Mechanismus ist in seiner ersten Phase – wie bereits in Griechenland erprobt – insofern erfolgreich, als ein Staatsbankrott und der Zusammenbruch des griechischen Bankensystems (und damit ein Totalverlust von Ersparnissen) vermieden werden konnte und von welchem man sich verspricht, dass es auch in Zypern seine Wirkung wird entfalten können.

## Europäische Union
Die Union besitzt kein eigenes, einheitliches Rechtsinstrumentarium für Enteignungen. Jeder Mitgliedstaat wendet seinen eigenen diesbezüglichen Rechtsbestand an. Die allfällige (von Organen der Union vorgeschriebene) kartellrechtlich begründete Verpflichtung, Teile eines Unternehmens auszugliedern und zu verkaufen, stellt keine Enteignung dar, da die betroffenen Vermögensteile nicht in Unionseigentum, sondern in die Hand privater Käufer übergehen.
Die von der Kartellbehörde der EU vorgeschlagene Trennung von Stromnetzen und Energiekonzernen wird von diesen als „Enteignung“ beklagt. Dabei handelt es sich um Polemik, nicht um eine juristische Behauptung.
- Lex Norrmalm

### Finanzpolitik
Im Zusammenhang mit der weltweiten und europäischen Finanzkrise werden nun Strukturen von internationaler und europäischer Zusammenarbeit sichtbar, die Reglementierungen bzw. Durchsetzung von Bedingungen in einer noch weitgehend informellen Zusammenarbeit lösen. Zu erwähnen sind insbesondere die G-20, OECD, World Bank, IAIS, Basel (Banking), IOSCO und der IMF.

### Internationales Recht
- Ignaz Seidl-Hohenveldern: Internationales Konfiskations- und Enteignungsrecht. = Konfiskationsrecht. de Gruyter, Berlin u. a. 1952 (Beiträge zum ausländischen und internationalen Privatrecht 23, ISSN 0340-6709), (Nachdruck. Schmidt Periodicals, Bad Feilnbach 1996).
- Karin Ambrosch-Keppeler: Die Anerkennung fremdstaatlicher Enteignungen. Eine rechtsvergleichende Untersuchung. Hartung-Gorre, Konstanz 1991 (Konstanzer Schriften zur Rechtswissenschaft, 36; zugleich: Konstanz, Univ., Diss., 1991).
- Markus Huwyler: Ausländische juristische Personen im internationalen Enteignungsrecht der Schweiz. Unter besonderer Berücksichtigung der Kapitalgesellschaften. Helbing & Lichtenhahn, Basel u. a. 1989, ISBN 3-7190-1045-7 (Schriftenreihe des Instituts für Internationales Recht und Internationale Beziehungen, 42; zugleich: Basel, Univ., Diss., 1988).

### Deutschland
- Manfred Aust, Rainer Jacobs, Dieter Pasternak: Die Enteignungsentschädigung. 6. neubearbeitete Auflage. de Gruyter Recht, Berlin 2007, ISBN 978-3-89949-323-8.
- Literatur von und über Enteignung im Katalog der Deutschen Nationalbibliothek
- Constanze Paffrath: Macht und Eigentum; Die Enteignungen 1945–1949 im Prozeß der deutschen Wiedervereinigung. Böhlau Verlag, Köln / Weimar / Wien 2004, ISBN 3-412-18103-X

### Österreich
- Brigitte Bailer-Galanda: Die Entstehung der Rückstellungs- und Entschädigungsgesetzgebung. Die Republik Österreich und das in der NS-Zeit entzogene Vermögen. Oldenbourg, Wien u. a. 2003, ISBN 3-486-56690-3 (Veröffentlichungen der Österreichischen Historikerkommission 3); books.google.de

### Schweiz
- Rudolf Kappeler: Die bundesgerichtliche Entschädigungspraxis bei materieller Enteignung infolge Bauverbotszonen. Dike, Zürich u. a. 2007, ISBN 978-3-03751-007-0.
- Enrico Riva: Hauptfragen der materiellen Enteignung. Eine Untersuchung zum Tatbestand des entschädigungspflichtigen Eigentumseingriffs im schweizerischen Recht. Stämpfli, Bern 1990, ISBN 3-7272-9610-0 (zugleich: Bern, Univ., Habil.-Schr., 1989).

### Finanzpolitik
- Michael Rasch, Michael Ferber: Die heimliche Enteignung. München 2012, ISBN 978-3-89879-713-9.